# تومو تورونن
تومو تورونن (فنلاندی: Tuomo Turunen؛ زادهٔ ۳۰ اوت ۱۹۸۷) بازیکن فوتبال اهل فنلاند است.
از باشگاه‌هایی که در آن بازی کرده‌است می‌توان به باشگاه فوتبال اینتر تورکو، باشگاه فوتبال کوتکان تیووائن پالویلیات، و باشگاه فوتبال گوتبورگ اشاره کرد.
وی همچنین در تیم‌های ملی فوتبال زیر ۲۱ سال فنلاند و فنلاند بازی کرده‌است.